# عبشوقيات
العبشوقيات (الاسم العلمي Agelenidae)، فصيلة من العناكب. أجناسها وأنواعها كثيرة العدد. أعطانها معظم أصقاع العالم.